# Valle de Cachemira
El Valle de Cachemira (cachemir: कश्मीर वादी, کشمِیر وادی) está localizado entre los grupos de montañas conocidos como Himalaya y Pir Panjal, en el estado indio de Jammu y Cachemira. Tiene cerca de 135 km de largo y 32 km de ancho, formado por el río Jhelum. El valle de Cachemira es una de los dos divisiones administrativas del estado de Jammu y Cachemira. 
La División de Cachemira es una división administrativa de Jammu y Cachemira administrados por la India. Limita con la División de Jammu al sur y Ladakh al este, mientras que la Línea de Control con Pakistán forma su frontera norte y oeste. La división consta de los siguientes distritos: Anantnag, Baramulla, Budgam, Bandipore, Ganderbal, Kupwara, Kulgam, Pulwama, Shupiyan y Srinagar.

## Historia
Perteneciente al Principado de Jammu y Cachemira, en 1947 al producirse la Partición de la India primeramente quiso permanecer independiente, pero ante una invasión de tribus musulmanas desde el Dominio de Pakistán, en octubre el príncipe Hari Singh solicitó su unión con la India, iniciándose el conflicto de Cachemira. La victoria del ejército indio permitió la permanencia del valle en manos indias a pesar de contar con una amplia población musulmana (96,41%).

## Galería

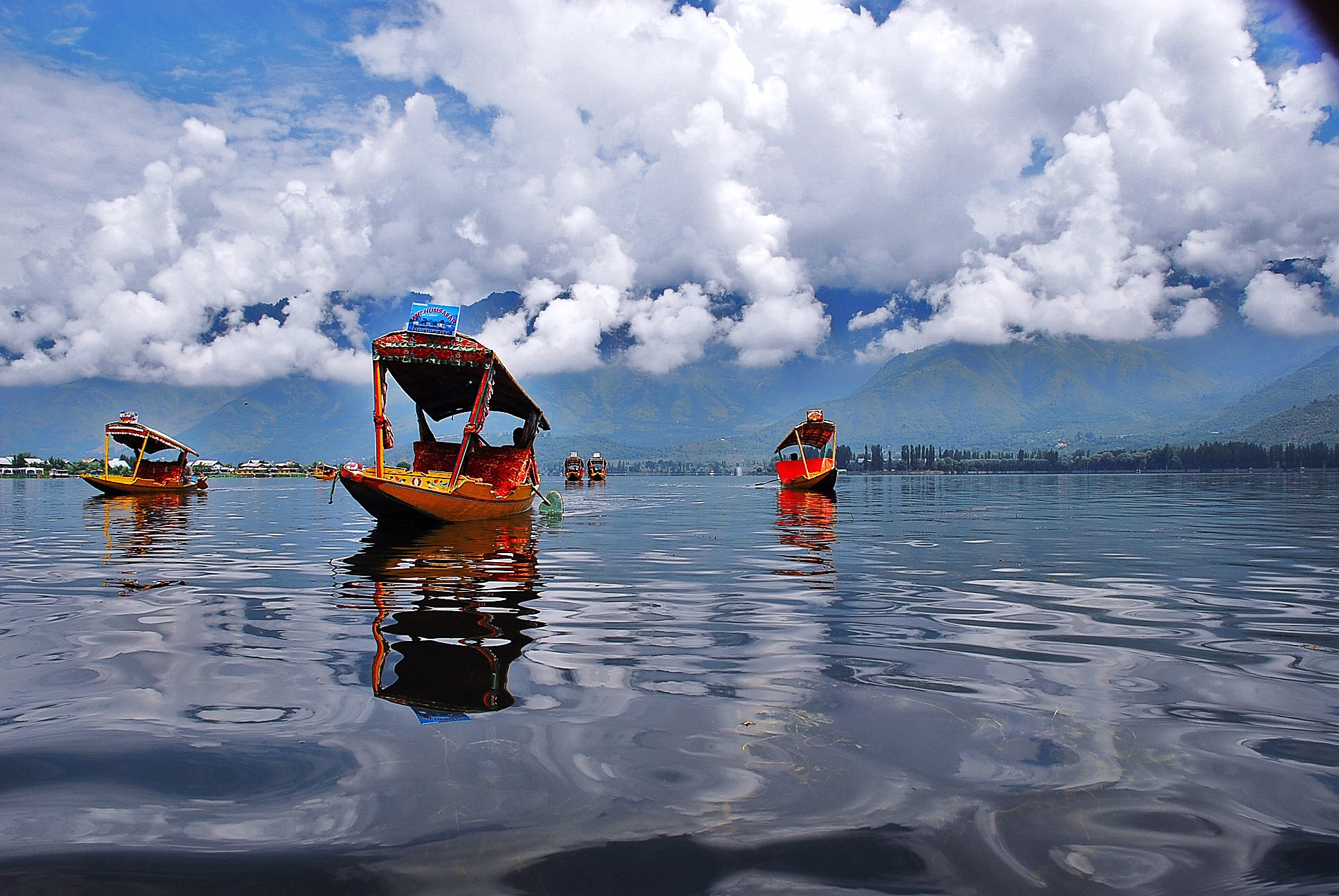
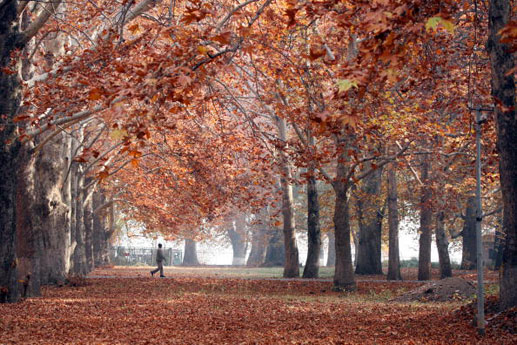
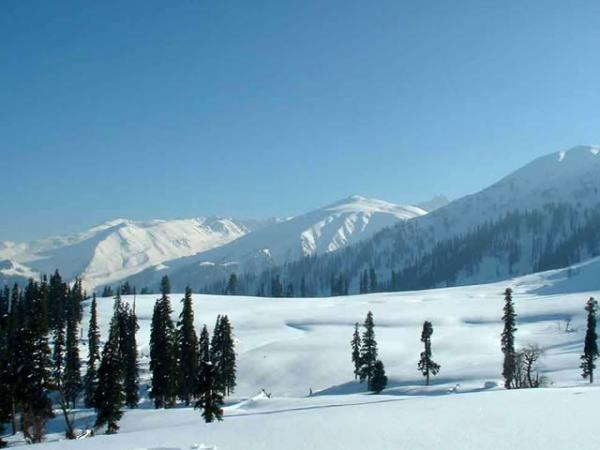
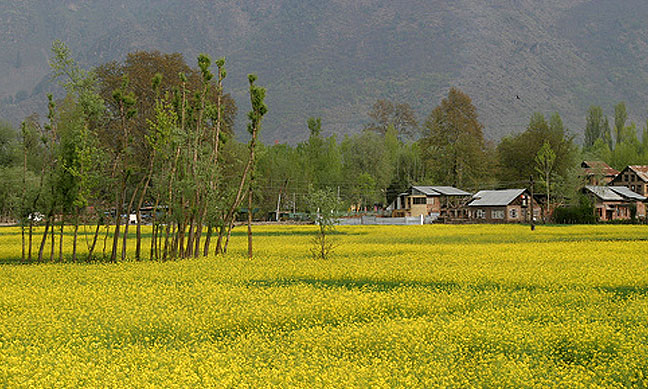
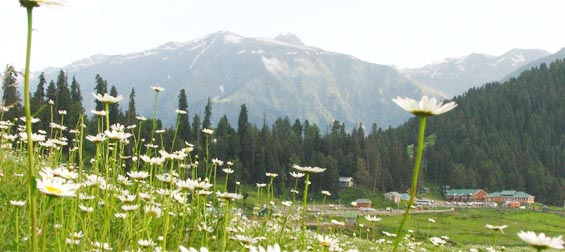